# Lądowisko Konin-Szpital
Lądowisko Konin-Szpital – lądowisko sanitarne w Koninie, w województwie wielkopolskim, położone przy ul. Szpitalnej 45. Przeznaczone jest do wykonywania startów i lądowań śmigłowców sanitarnych i ratowniczych w dzień i w nocy o dopuszczalnej masie startowej do 5700 kg.
Zarządzającym lądowiskiem jest Wojewódzki Szpital Zespolony w Koninie. W roku 2012 zostało wpisane do ewidencji lądowisk Urzędu Lotnictwa Cywilnego pod numerem 178